# لوئیس فیاندر
لوئیس فیاندر (انگلیسی: Lewis Fiander؛ ‏ ۱۲ ژانویهٔ ۱۹۳۸ – ۲۴ مهٔ ۲۰۱۶) بازیگر اهل استرالیا بود.
از فیلم‌ها یا برنامه‌های تلویزیونی که وی در آن نقش داشته‌است، می‌توان به آدم‌های خیلی مهم، دکتر جکیل و خواهر هاید، جورجیا، دکتر هو، بر بال‌های آتش، فراطبیعی و دکتر و شیاطین اشاره کرد.